# 万新街道 (抚顺市)
万新街道，是中华人民共和国辽宁省抚顺市东洲区下辖的一个乡镇级行政单位。

## 行政区划
万新街道下辖以下地区：
西山社区、馨苑社区、虎万路社区、东山社区、万顺社区、万中社区和万达社区。